# Hada orientalis
Hada orientalis là một loài bướm đêm trong họ Noctuidae.